# Giovanna Battista Solimani
Giovanna Battista Solimani, nascuda Maria Antonia Solimani (Gènova, Ligúria, Itàlia, 12 de maig de 1688 - 8 d'abril de 1758) fou una religiosa italiana, fundadora de l'orde monàstic de les Eremites de Sant Joan Baptista i de la congregació de Missioners de Sant Joan Baptista. L'Església Catòlica l'ha proclamat venerable.

## Biografia
Nascuda al barri d'Albaro, a Gènova, en 1730, novena de catorze germans; fou batejada amb els noms de Maria Antonia Felice. De jove manifestà una gran devoció cristiana, especialment per Sant Joan Baptista, i als deu anys ja digué que volia fer vida religiosa. Des dels setze anys va viure períodes amb un oncle seu, rector de S. Maria della Castagna, a la ciutat. A la parròquia, va ensenyar brodat i cant a les noies, mentre hi feia catequesi i els ensenyava la doctrina cristina.
En 1723 va tenir una revelació i volgué fundar una nova família religiosa que prengués com a model Sant Joan Baptista, per l'austeritat i la seva tasca d'apostolat. Amb dues companyes, inicià la vida en comú. En 1730 conegué Domenico Francesco Olivieri (1691-1766), arxipreste de Santa Croce de Moneglia, que la convidà a traslladar-se a aquest lloc. En pocs anys, la comunitat de Mongelia cresqué, malgrat la rigidesa de l'estil de vida, dedicada a la pregària i la penitència, i ensenyant catequesi els diumenges i tenint cura dels malalts de la parròquia. Es considera que fou llavors, en 1730 i a Moneglia, on es fundà l'orde de les Monges Eremites de Sant Joan, conegudes com a Monges Baptistines.
De mica en mica, reberen alguns donatius i llegats i pogueren, en 1736, anar a Gènova, amb el permís de les autoritats, a una casa propera a l'església de la Madonna degli Angeli. La fundadora marxà a Roma el juny de 1742 i hi fou durant dos anys, fins que el gener de 1744 l'orde obtingués l'aprovació del papa Benet XIV. De retorn a Gènova, el setembre de 1745, la comunitat pogué traslladar-se a la Salita dei Cappuccini, una zona diferent de la ciutat. El 20 d'abril de 1746, la fundadora i dotze companyes reberen l'hàbit de mans de l'arquebisbe Saporiti: prengué llavors el nom de Giovanna Battista i el 27 de juliol en fou elegida abadessa.
En 1747 feren la professió perpètua i s'hi establí l'estricta clausura; vivien de l'almoina i d'alguns treballs manuals. En 1749 volgué fundar-ne una branca masculina, una congregació de sacerdots seculars: els Missioners de Sant Joan Baptista. Envià a Roma Domenico Francesco Olivieri i el 23 de setembre de 1753 fou aprovada pel mateix Benet XIV i posada sota la dependència de la Congregació de Propaganda Fide. Els primers tres membres de la congregació van marxar a Bulgària, mentre se n'establia la seu a San Giovanni Battista dei Genovesi, al Trastevere de Roma. A final del segle xviii, però, entrà en declivi i fou suprimida.
En 1758, la fundadora emmalaltí i, després d'un desmai mentre pregava al cor, va morir quaranta dies després, el 8 d'abril de 1758. Fou sebollida al convent; les restes es traslladaren, amb el monestir al barri genovès de Sturla, el 1924.